# Елвсбюн
Елвсбюн (на шведски: Älvsbyn) е град в североизточна Швеция, лен Норботен. Главен административен център на едноименната община Елвсбюн. Разположен е около река Питеелвен. Намира се на около 740 km на североизток от централната част на столицата Стокхолм и на около 50 km на югоизток от главния град на лена Люлео. ЖП възел. Населението на града е 4967 жители според данни от преброяването през 2010 г.